# Xavier Ziani
Pour les articles homonymes, voir Ziani.
Xavier Ziani, né le 25 octobre 1972 à Saint-Maurice et mort le 4 décembre 2021 à Créteil, est un joueur professionnel français de volley-ball.
Il officie au poste central.

## Biographie
Xavier Ziani accède au haut niveau au Asnières Volley 92. Il passe ensuite par Tourcoing, Rennes et le Paris Volley. C'est avec le Paris Volley qu'il remporte le Championnat de France masculin de volley-ball 2005-2006.
Après sa carrière, il devient entraîneur au club de Charenton et il continue à jouer au volley en amateur notamment sur les plages. Il meurt le 3 décembre 2021 lors d'un intervention chirurgicale.
Il est l'oncle d'Alexandra Jupiter et il a une sœur Nadia qui est également volleyeuse.

## Palmarès
- 2003 Final four CEV avec le TLM
- Chpt de France National 2 et Pro B - Asnières Volley 92
- 2004 Vainqueur de la Coupe de France avec le Paris Volley
- 2006 Champion de France Pro A avec le Paris Volley [3]
- 2006 3e de la Coupe d'Europe CEV 2006 avec le Paris Volley